# Кримська (станція)
Кримська — вузлова дільнична залізнична станція Краснодарського регіону Північно-Кавказької залізниці на перетині ліній Багерове — Кримська, Кримська — Новоросійськ, Краснодар I — Кримська.   Розташована у місті Кримськ Краснодарського краю.

## Історія
У 1885 році розпочалося будівництво залізничної лінії Єкатеринодар — Новоросійськ, на якій 1888 року була відкрита станція Кримська. Під час Друга світова війна станція та будівля вокзалу сильно постраждали і були практично повністю зруйновані. Вокзал відновлений 1950 року.
28 травня 1958 року станиця Кримська отримала статус міста, але назва станції Кримська збереглася.
У 2012 році в Кримську сталася повідь, від якої загинули 171 особа. Після поводі, у будівлі залізничного вокзалу пройшов капітальний ремонт, під час якого замінили покрівлю.

## Пасажирське сполучення
Станція Кримська приймає та відправляє пасажирські потяги далекого прямування до Москви, Санкт-Петербурга, Ростова-на-Дону, Краснодара, Анапи, Владикавказа, Єкатеринбурга, Калінінграда, Новоросійська, Пермі. Під час курортного сезону призначаються додаткові потяги, що прямують до Архангельська, Воркути, Нижнього Новгорода, Іжевська, Іркутська, Казані, Мурманська, Саратова, Уфи, Челябінська, Чити тощо.
Приміські потяги через станцію Кримська прямують до станцій Краснодар I та Новоросійськ.